# 小原明大
小原 明大（おはら あきひろ、1977年3月19日 - ）は、日本の政治家。京都府長岡京市議会議員（5期）、長岡京市議会副議長。2017年に同性愛者であることを公表し、以後、性的少数者の人権拡張のため様々な活動を行っている。

## 来歴
京都府長岡京市出身。長岡京市立長岡第九小学校、長岡京市立長岡第三中学校、京都府立西乙訓高等学校、神戸大学発達科学部卒業。長岡京市役所に5年勤めたのち、2005年（平成17年）10月9日に行われた長岡京市議会議員選挙に日本共産党公認で立候補し初当選した。2009年（平成21年）に再選。
2011年（平成23年）1月16日に行われた長岡京市長選挙に共産党公認で立候補するも、現職の小田豊に敗れ落選。同年4月の京都府議会議員選挙に立候補するも落選。
2013年（平成25年）の市議選で3期目の当選を果たす。
2017年（平成29年）10月の市議選で4選。同年12月12日、市議会本会議の一般質問で「同性パートナーシップ制度」の導入について市側の見解を尋ねた際に、自身が同性愛者であることを公表した。
2018年（平成30年）6月、冨田達也市議のはたらきかけにより「性の多様性」分科会がつくられ、全会派から市議が参加。冨田が会長、小原が副会長となり、勉強会を続けるなかで小原が「同性婚実現の意見書」の作成を提案。意見書は小原が自ら執筆することとなった。
同年11月9日、元衆議院議員の池内沙織と「性の多様性、性暴力、個人の尊厳について考える」と題した対談集会を開催。
2019年（令和2年）9月23日、市議会は全国で初めて、同性婚の法制化に向けた議論を進めるよう政府や国会に求める意見書を全会一致で採択した。
2021年（令和3年）10月に5期目の当選を果たし、副議長に就任した。